# Abu Azrael
Ayyub Faleh al-Rubaie, conocido por su apodo de guerra como Abu Azrael (en árabe: ابو عزرائيل‎: ابو عزرائيل, literalmente "Padre de Azrael"), también conocido como el "Ángel de la muerte", es un comandante del Kataib al-Imam Ali, un grupo de milicia iraquí Shi'un de la Movilización Popular Fuerza quienes luchan contra el ISIL (Estado islámico de Irak y el Levante) en Irak. Se ha convertido en un icono público de la resistencia contra el ISIL en Irak con una gran cantidad de seguidores por los medios sociales. mató a 1.500 soldados de isis
Su lema y eslogan es "illa tahin" (إلا طحين), que significa "[nada queda]solo harina", es decir, que él pulverizará a los militantes del ISIL hasta que no queden nada de ellos.
Fue un miembro de la ex-milicia del ejército Muqtada al-Sadr ejército de al-Mahdi .

## Vida personal
Abu Azrael es descrito en varias fuentes como una persona de 40 años, exprofesor universitario y en una ocasión campeón de Taekwondo, a pesar de que hay una disputa acerca de que su historia pasada pueda ser falsa en algunos aspectos.
Algunos informes de marzo de 2015 se afirmaba que Azrael es padre de cinco hijos, y vive una "vida normal" cuando no está en combate.

## Imagen pública
Abu Azrael se ha convertido en un icono público de resistencia contra el Estado islámico, a pesar de que también ha luchado contra otros grupos militantes. Una página de Facebook dedicó a él más de 300,000 me gusta solo en marzo de 2015. Ha atraído atención en el Medio Oriente, pero por la Primavera de 2015, también ha aparecido en las páginas de portada en diarios webs de Inglaterra, Francia y Estados Unidos.
Se ha convertido en una figura pública muy popular, algunos creen, porque sus métodos y el aspecto emparejan la brutalidad asociada con el Estado islámico (ISIS). Por ejemplo, ha sido mostrado ejerciendo ambas hachas y espadas, además de rifles militares modernos. Además, algunos dice que es por su particular cabeza rapada y su barba negra gruesa le da un aspecto agresivo y "carismático" .